# Síntesis de indoles de Hemetsberger
La Síntesis de indoles de Hemetsberger  (también llamada la síntesis de Hemetsberger-Knittel) es un método de síntesis orgánica que consiste en la preparación de ésteres 2-indolcarboxílicos a partir de un éster 3-aril-2-azido-propenoico con aplicación de calor.
Los rendimientos son generalmente superiores al 70%. Sin embargo, esta no es una reacción muy empleada, debido a la baja estabilidad y la dificultad de sintetizar el material de partida.

## Mecanismo de reacción
El mecanismo es desconocido. Sin embargo, intermediarios de aziridina han sido aislados. El mecanismo se postula para continuar a través de un intermediario con nitreno.